# Gutshaus Neu Zauche

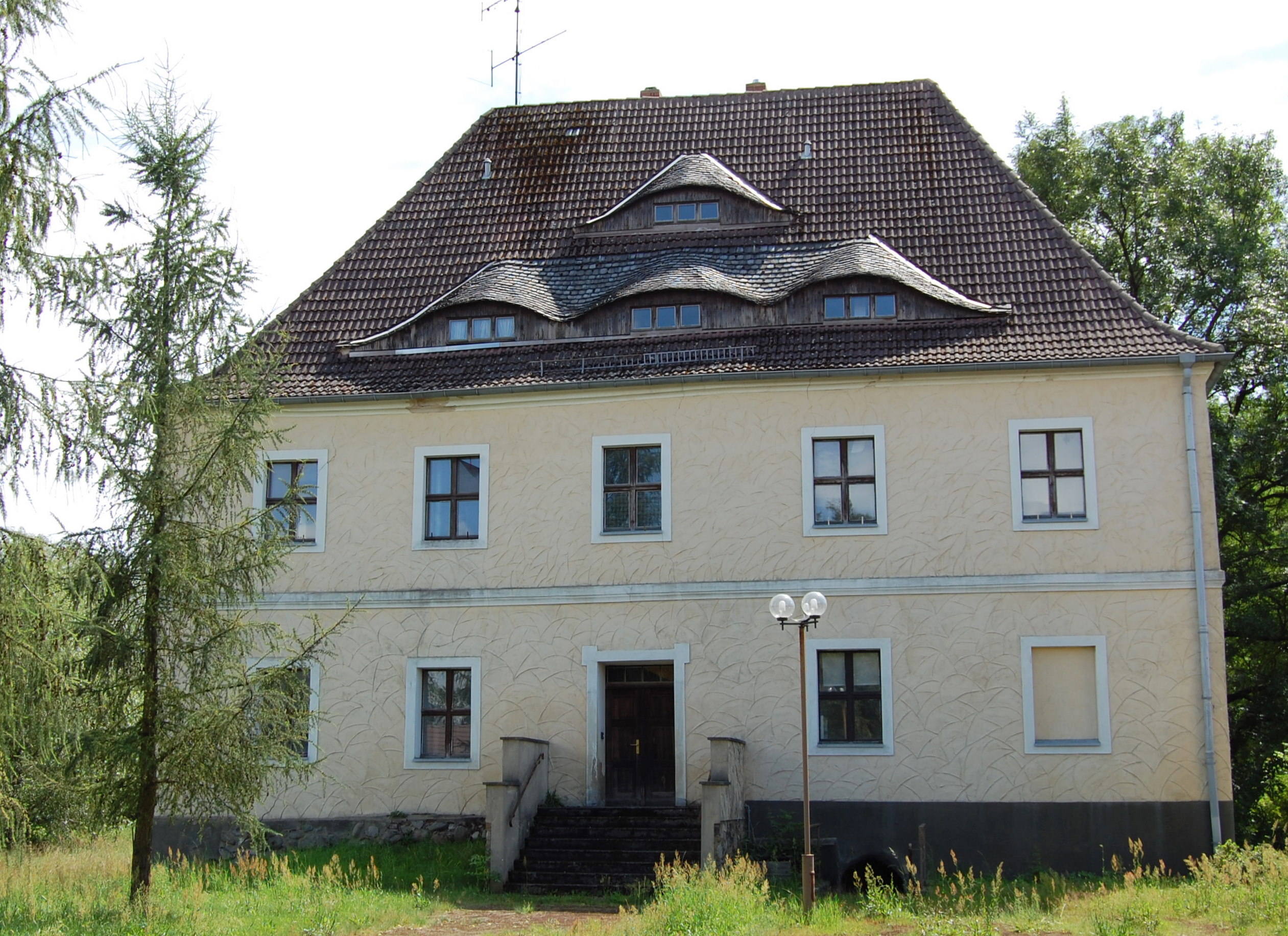
Gutshaus Neu Zauche (Schloßstraße 9)

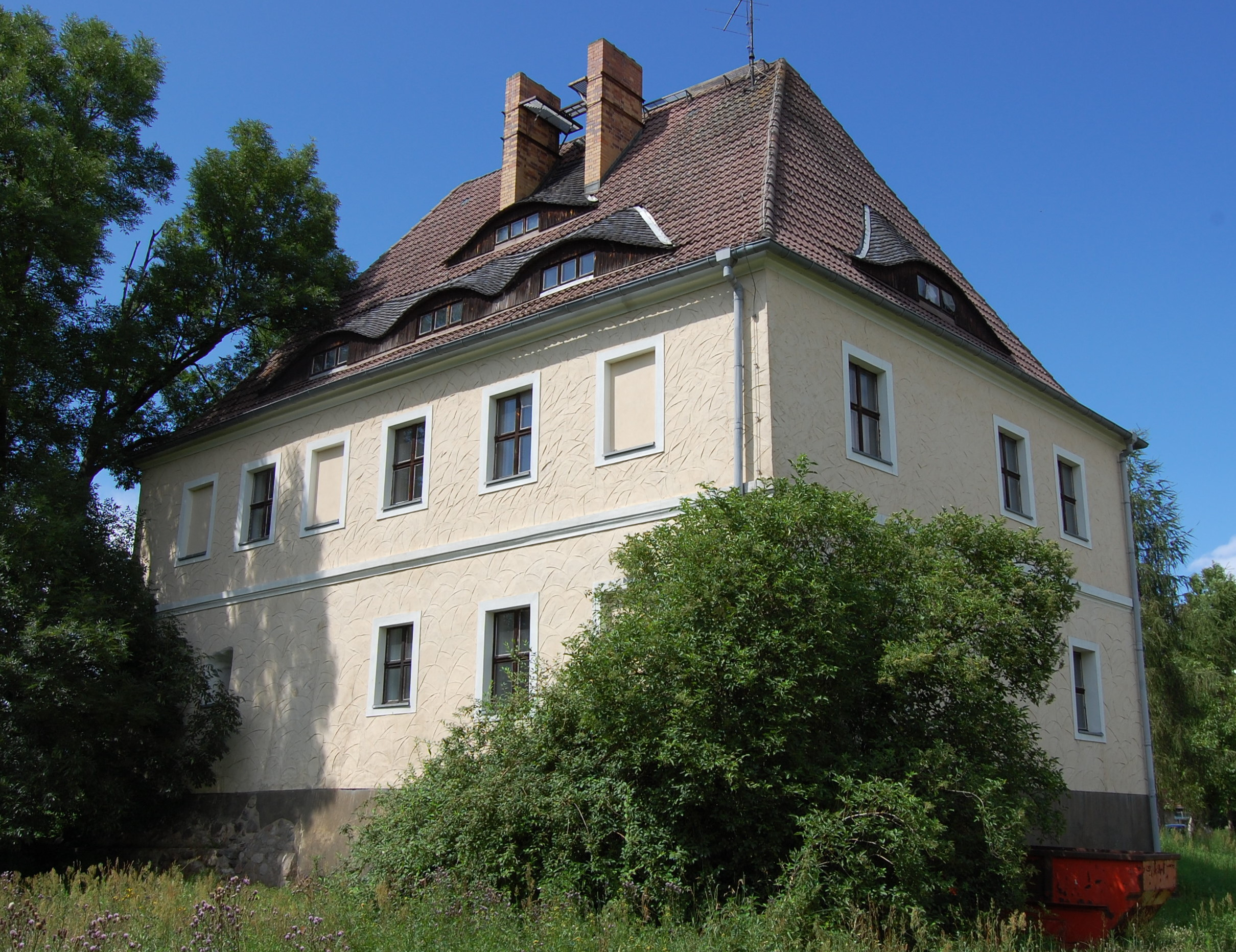
Rückseite

Das Gutshaus Neu Zauche (auch Schloss Neu Zauche oder Sumpfburg Neu Zauche) ist ein unter Denkmalschutz stehendes Gutshaus im Dorf Neu Zauche in Brandenburg.

## Geschichte und Architektur
Das Gelände diente ursprünglich als Sumpfburg. In der Zeit des Dreißigjährigen Kriegs fanden im von Wassergräben umgebenen Gebäude viele Menschen der Umgebung Zuflucht. Einen Wassergraben gab es noch bis 1973. Das heutige Haus entstand vermutlich in der zweiten Hälfte des 17. Jahrhunderts. Auf fast quadratischem Grundriss erhebt sich ein verputztes Haus mit zwei Stockwerken auf einem hohen Sockel aus Feldsteinen. Um 1800 wurde das Obergeschoss mit einem steilen Walmdach gebaut. Aus dem Dach ragen in zwei Reihen sogenannte Fledermausluken. In dieser Zeit wurde hier eine Brennerei und Brauerei eingerichtet.
Eine Restaurierung fand ab 1985 statt. Derzeit (Stand 2009) steht das Anwesen leer.